# Curnovec, Laško
Curnovec je naselje v Občini Laško.